# 陈雍妃 (明世宗)
陳雍妃(?—1586年)，名失考。錦衣衞帶俸指揮僉事陳瓚之女，明朝明世宗朱厚熜之妃。

## 生平
嘉靖十四年四月十一日，陳氏之父陳瓚因陳氏被選入掖庭而被授為錦衣衞帶俸正千戶，四月十七日，嘉靖帝降旨稱在四月二十三日正式冊封陳氏為雍嬪。嘉靖十六年十二月二十九日，陳雍嬪生皇七子薊哀王朱載㙺（嘉靖十七年正月十五日夭折）。嘉靖十九年正月初六日，嘉靖帝傷嘆閻貴妃之薨，下詔表示本月十日告廟冊封「諸妃嬪曾出皇子及皇女者」，正月初十日，晉封雍嬪陳氏為雍妃。同日，雍妃之父陳瓚晉升為指揮僉事。嘉靖二十年正月初六日，生皇四女朱瑞嬫（嘉靖二十三年六月夭折，追封為歸善公主），嘉靖帝命成國公朱希忠代告景神殿。
嘉靖二十三年五月十四日，為雍妃已故之父錦衣衞帶俸指揮僉事陳瓚賜祭，並且給予墳價銀四百五十兩。萬曆十四年正月初九日，陳雍妃薨逝，依照温靖懿妃趙氏之例舉行喪儀。